# Gare de Shin-Yokohama
La gare de Shin-Yokohama (新横浜駅, Shin-Yokohama-eki) est une gare ferroviaire de la ville de Yokohama, dans la préfecture de Kanagawa, au Japon. Elle a été construite pour l'ouverture de la ligne Shinkansen Tōkaidō en 1964. Elle est également desservie par la ligne Yokohama de la JR East, la ligne Sōtetsu Shin-Yokohama, la ligne Tōkyū Shin-Yokohama et par le métro de Yokohama.

## Situation ferroviaire
La gare de Shin-Yokohama est située au point kilométrique (PK) 25,5 de la ligne Shinkansen Tōkaidō, au PK 6,1 de la ligne Yokohama et au PK 29,5 de la ligne bleue du métro de Yokohama. Elle marque la fin des lignes Sōtetsu Shin-Yokohama et Tōkyū Shin-Yokohama (les deux lignes sont interconnectées).

## Histoire
La gare de Shin-Yokohama a été inaugurée le 1er octobre 1964. La station du métro de Yokohama ouvre le 14 mars 1985.

## Service des voyageurs

### Accueil
La gare dispose d'un bâtiment voyageurs, avec guichets, ouvert tous les jours.

### Desserte

#### JR
- Ligne Shinkansen Tōkaidō :
  - voies 1 et 2 : direction Tokyo
  - voies 3 et 4 : direction Nagoya et Shin-Osaka
- Ligne Yokohama :
  - voie 5 : direction Higashi-Kanagawa et Yokohama
  - voie 6 : direction Machida et Hachiōji

#### Sōtetsu / Tōkyū
- Ligne Sōtetsu Shin-Yokohama :
  - voies 1 et 2 : direction Futamatagawa, Shōnandai et Ebina
- Ligne Tōkyū Shin-Yokohama :
  - voies 3 et 4 : direction Hiyoshi, Shibuya, Meguro, Akabane-Iwabuchi et Nishi-Takashimadaira

#### Métro de Yokohama
- Ligne bleue : 
  - voie 1 : direction Shonandai
  - voie 2 : direction Azamino